# Église Sainte-Marie de Toruń
Pour les articles homonymes, voir église Sainte-Marie et Marienkirche.
L'église de l'Assomption de la Bienheureuse Vierge Marie (en polonais : Kościół Wniebowzięcia Najświętszej Marii Panny ; en allemand Marienkirche) est l'une des principales églises de Toruń (en allemand : Thorn) dans le nord de la Pologne. Le bâtiment gothique en brique a été construit au XIVe siècle et, avec la vieille ville, est un site du patrimoine mondial de l'UNESCO.

## Histoire
L'église faisait partie du monastère franciscain de Thorn, fondé vers 1239 dans la ville qui venait d'être construite. Les vestiges de la première église existent encore. Un nouveau bâtiment a été construit au XIVe siècle. Depuis 1557, l'église Sainte-Marie est l'église protestante la plus importante de Pologne. En 1724, après les troubles de Thorn, elle fut expropriée à titre de punition et remis à l'Ordre catholique de Saint-Bernard, qui s'était installé à Thorn spécialement à cet effet. Il a enlevé les meubles qui avaient été conçus pour le service de l'église protestante 160 ans plus tôt et a redessiné l'église conformément à la Contre-Réforme. L'Ordre de Saint-Bernard a utilisé l'église jusqu'en 1821. L'église est une église paroissiale catholique romaine depuis 1830.

## Architecture
L'église actuelle a été essentiellement construite au XIVe siècle. Il s'agit d'une église-halle à trois nefs d'une longueur de 80 m, d'une largeur de 27 m et d'une hauteur de 27 m. L'intérieur a été modifié au XVIIIe siècle en style baroque. Les peintures murales d'environ 1380 avec des représentations de saints sont remarquables. Les stalles du chœur sont du XVe siècle. Le maître-autel a été construit au XVIIIe siècle.

## Littérature
- Jerzy Domasłowski, Jarosław Jarzewicz : Kościół Najświętszej Marii Panny w Toruniu . Towarzystwo Naukowe avec Toruniu, 1998.  (ISBN 83-87639-06-0)
- Frieder Monzer : Posen, Thorn Bromberg. Avec la Grande Pologne, la Kuyavie et la Poméranie du Sud-Est. Trescher Verlag, Berlin 2012. P. 227f.